# James Michel
James Alix Michel (Ilha de Mahé, 16 de agosto de 1944) é um político de Seicheles, de onde foi presidente, de 14 de julho de 2004 até 16 de outubro de 2016, data de sua renúncia.

## Biografia
Michel começou sua vida profissional como professor, mas com a abertura da ilha ao turismo após a construção de um aeroporto internacional em Mahé em 1971, Michel passou a se dedicar a esta atividade mais lucrativa. Politicamente, integrou-se ao Partido Popular Unido de Seicheles de France-Albert René pouco antes da independência, ocorrida a 29 de junho de 1976.
Michel manteve-se na sombra de France-Albert René durante toda a sua carreira política. Depois do golpe de estado pacífico que derrubou René do poder, em 5 de junho de 1977, Michel ocupou os postos ministeriais mais importantes, como a pasta da Economia. Michel tentou também promover e desenvolver uma democracia mais aberta. Em 1993, as primeiras eleições livres têm lugar depois da derrubada do presidente René. Os resultados desta democratização não são completos: a imprensa continua sendo controlada e as eleições provavelmente algo manipuladas. Assim, as presidenciais de 2001 e as legislativas de 2002 quiçá teriam podido se inclinar em favor do chefe da oposição Wavel Ramkalawan e seu Partido Nacional das Seicheles.
Em 1996, Michel é nomeado vice-presidente do presidente France-Albert René e sucede-lhe o 14 de julho de 2004. O novo presidente tem de encarar a crise orçamental que ameaça o arquipélago: o turismo segue sendo o principal motor da economia, mas o Estado, para desenvolver as suas infra-estruturas, mergulhou num profundo déficit orçamentário.